# سيمون (اسم)
سيمون (بالإنجليزية: Simon) هو اسم علم شخصي مذكر من أصل عبري، حيث أنه اللفظ اليوناني لإسم شمعون بالعبرية و سمعان باللغة القبطية، معنى هذا الاسم هو السامع أو الذي يسمع، ولهذا الاسم أشكال أخرى مثل سيموني باللغة الإيطالية و سيمونا، يعتبر هذا الاسم من أكثر السماء الشائعة عند المسيحيين واليهود في الدول الغربية ويعتبر من الأسماء المقدسة عند المسيحيين لأنه اسم بطرس في ولادته.

## الشخصيات
- سيمون بوليفار قائد عسكري كولومبي فنزويلي
- سيمون دي بوفوار فيلسوفة فرنسية
- سيمون رولفس لاعب كرة قدم ألماني
- سيمون أمان متزلج قفز سويسري
- سيمون ستيفين رياضياتي هولندي
- سيمون أسمر مخرج لبناني
- سيمون أسبلين لاعب كرة مضرب سويدي
- سيمون أكلي مستشرق إنجليزي
- سيمون إليوت لاعب كرة قدم نيوزلندي
- سيميون الأول ملك بلغاريا
- سيمون الأول (بابا الإسكندرية)
- سيمون الثاني (بابا الإسكندرية)
- سيمون المجوسي ساحر سامري
- سيميون بوديوني قائد عسكري روسي سوفيتي
- سيمون بتليورا قائد عسكري وسياسي أوكراني
- سيميون بواسون رياضياتي فرنسي
- سيمون بوليفار باكنر سياسي أمريكي
- سيمون باتل مغنية وممثلة أمريكية
- سيمون باغيناود سائق فورمولا ون فرنسي
- سيمون بولسين لاعب كرة قدم دنماركي
- سيمون بيرتي لاعب كرة سلة بريطاني
- سيمون بيكر ممثل أمريكي
- سيمون جيرانس متسابق دراجات هوائية أسترالي
- سيمون جرول لاعب كرة مضرب ألماني
- سيمون ديزهنيوف مستكشف روسي
- سيمون دونالدسون رياضياتي بريطاني
- سيمون دي مونتفورت قائد عسكري فرنسي إنجليزي
- سيمون دونلي لاعب كرة قدم أسكتلندي
- سيمون داوكينز لاعب كرة قدم جمايكي
- سيمون ديفيز لاعب كرة قدم ويلزي
- سيمون روبرتو لاندي لاعب كرة طائرة كوبي
- سيمون سينوريت ممثلة فرنسية ألمانية
- سيمون سينغ ممثلة هندية
- سيمون ستادلر لاعب كرة مضرب ألماني
- سيمون سبيلاك متسابق دراجات هوائية سلوفيني
- سيمون سيمونز مغنية هولندية
- سيمون صباغ مونتيفيوري مؤرخ بريطاني
- سيمون فيسدايك شاعر هولندي
- سيمون فايل فيلسوفة فرنسية
- سيمون فان دير مير فيزيائي هولندي
- سيمون فيليب كامل ممثلة ومغنية مصرية
- سيمون كوزنتس اقتصادي روسي أمريكي
- سيمون كويل رجل أعمال ومنتج إنجليزي
- سيمون كيير لاعب كرة قدم دنماركي
- سيمون كوكس لاعب كرة قدم إنجليزي
- سيمون مينيوليه لاعب كرة قدم بلجيكي
- سيمون ماكينوك لاعب كرة قدم دنماركي
- سيمون نيوكومب فلكي أمريكي
- سيمون ويب مغني أمريكي
- سيمون ييتس متسابق دراجات هوائية إنجليزي